# Hadsten Station
Hadsten Station er en dansk jernbanestation i stationsbyen Hadsten i Østjylland.
Stationen blev etableret sammen med Den Østjyske Længdebane i 1862 mellem landsbyerne Neder Hadsten og Vinterslev, der hvor Randers-Skanderborg landevejen krydsede Lilleåen. Her lå dengang kun en kro og en vandmølle. Rundt om stationen opstod Hadsten Stationsby (nu bare Hadsten), der voksede sammen med de gamle landsbyer. Banen kunne sammen med byen fejre 150-års jubilæum i september 2012 med besøg fra bl.a. Kronprinsesse Mary og Kronprins Frederik.
Stationen betjenes af DSB's InterCity-tog mellem København og Aalborg og af Arrivas tog på strækningen Aarhus-Viborg-Struer. I 2013 blev stationen dagligt brugt af 1.500 passagerer.

## Galleri
- Wikimedia Commons har flere filer relateret til Hadsten Station

- IC4 på vej mod København.
- IC3 på vej mod Aalborg.
- 150 års jubilæet i 2012.
- 150 års jubilæet i 2012.
- Stationsbygningen (ikke længere i brug som station)